# Stefan Batory (zm. 1530)
Stefan Batory z Ecsed, węg. Ecsedi Báthory István (ur. ok. 1490, zm. 8 maja 1530 w Devín) – możnowładca węgierski, syn Andrzeja Batorego i Doroty Várdai (Dorottya Várdai), bratanek wojewody siedmiogrodzkiego Stefana Batorego.

## Życiorys
W 1507 został mianowany nadżupanem komitatu Zali, zaś dwa lata później nadżupanem temeskim i hetmanem południowych Węgier. W 1510 pełnił urząd kasztelana zamku w Budzie. W 1519 objął stanowisko palatyna węgierskiego. W 1523 został dwukrotnie zwolniony z urzędu, jednak ostatecznie został przywrócony na stanowisko. Pełnił również urząd podskarbiego nadwornego oraz pięciokrotnie był mianowany sędzią dworskim. W lutym 1523 ożenił się z księżniczką mazowiecką Zofią. Z małżeństwa pochodziło dwoje dzieci: Stanisław i Anna. Stefan Batory został pochowany w kościele świętego Marcina w Bratysławie.